# Сикдар, Джотирмайи
Джотирмайи Сикдар (бенг. জ্যোতির্ময়ী সিকদার, англ. Jyotirmoyee Sikdar; род. 11 декабря 1969 года) — бывшая индийская легкоатлетка, специализировавшаяся в беге на короткие и средние дистанции. В настоящее время политик, член Парламента Индии (Лок сабха) в 2004—2009 годах.
Призёр Азиатских игр 1998 и чемпионатов Азии 1995 и 1998 годов. Участница Олимпийских игр в Атланте. Награждена высшей спортивной наградой Индии Раджив Ганди Кхел Ратна в 1999 и четвёртой по старшинству гражданской наградой Индии Падма Шри в 2003 году.

## Биография
Джотирмайи родилась в деревне Дебаграм, округ Надия, штат Западная Бенгалия в семье школьного учителя Гурудаса Сикдара и Нихар Деви. У неё есть несколько старших сестёр и брат Сабьясачи.
Сикдар начала заниматься лёгкой атлетикой ещё участь в средней школе. В 1993 году встретила атлета Автара Сингха, который также, как она, получил работу в департаменте восточной железной дороги по спортивной квоте, и два года спустя вышла за него замуж.
Начала спортивную карьеру на национальном уровне, выиграв серебряную медаль в забеге на 800 метров на All India Open Meet в 1992 году. В следующем году она завоевала золото на Национальном открытом чемпионате и серебро (1500 м) на Южноазиатских играх в Дакке.
На Азиатских играх 1994 года Сикдар заняла четвёртое место в забегах на 800 и 1500 метров.
В 1995 году приняла участие в чемпионате мира по лёгкой атлетике, однако не попала даже в полуфинал.
Но затем завоевала золото на чемпионате Азии в Джакарте. В том же году была награждена  индийской премией Арджуна за стабильно высокие спортивные достижения.
Сикдар представляла страну на Олимпийских играх в Атланте в эстафете на 400 метров вместе с К. М. Бинамол, Шаини Уилсон и Розой Кутти. Однако в тот год индийская команда была дисквалифицирована за заступ на чужую дорожку.
Двумя годами позже она перенесла приступ тифа, однако несколько месяцев спустя выступила на чемпионате Азии, где выиграла серебряную и две бронзовые медали в эстафете 4×400 и забегах на 800 и 1500 метров.
В декабре того же года Сикдар выиграла два забега на Азиатских играх в Бангкоке.
Она готовилась принять участие в Олимпийских играх в Сиднее,
но не смогла этого сделать из-за полученной в 1999 году травмы ахиллова сухожилия.
После этого Сикдар решила оставить спорт и переключилась на политику, став кандидатом в законодательное собрание от Коммунистической партии Индии (марксистской).
В 2004 году она была избрана на пятилетний срок в Лок сабху от округа Кришнагар.
Однако на следующих выборах в 2009 году проиграла Тапасу Палу.
После этого она ушла из политики, однако в 2019 году заявила, что поддерживает партию Всеиндийский Тринамул конгресс, своих бывших противников на выборах, а в 2020 — присоединилась к Бхаратия джаната парти.